# Philip Dorn
Pour les articles homonymes, voir Dorn.
Hein van der Niet, né à La Haye — Quartier de Schéveningue — (Pays-Bas) le 30 septembre 1901, mort à Los Angeles — Quartier de Woodland Hills — (Californie, États-Unis) le 9 mai 1975, est un acteur néerlandais.
Il a partagé sa carrière entre l'Europe, où il utilise le plus souvent le pseudonyme de Frits van Dongen, et les États-Unis, où il est connu sous le pseudonyme de Philip Dorn.

## Biographie
Dans son pays natal, il débute adolescent au théâtre, puis au cinéma en 1934. Jusqu'en 1939, sous le pseudonyme de Frits van Dongen, il participe à des films néerlandais et allemands, ainsi qu'à un film musical autrichien (en 1938). En particulier, il personnifie le maharadjah d'Eschnapur dans la première version parlante du diptyque Le Tigre du Bengale / Le Tombeau hindou, réalisé par Richard Eichberg en 1938 (version moins connue que celle suivante, due à Fritz Lang, sortie en 1959).
Au moment où éclate la Seconde Guerre mondiale, il s'installe aux États-Unis, adoptant alors le second pseudonyme de Philip Dorn, sous lequel il est le mieux connu. Ainsi, de 1940 à 1951, il apparaît dans des films américains, aux côtés notamment d'Humphrey Bogart, Ronald Colman, Joan Crawford, Irene Dunne, Greer Garson et John Wayne. En 1947, il joue également dans une pièce à Broadway (New York).
En 1951, de retour en Europe, il collabore encore à quatre films allemands, trois sortis en 1952, le dernier (sous son pseudonyme américain) sorti en 1953, année où des ennuis de santé récurrents le contraignent à mettre un terme définitif à sa carrière, après avoir participé à seulement trente-cinq films. Il revient s'établir en Californie, où il meurt en 1975.

## Filmographie complète

### Comme Frits van Dongen

#### Films néerlandais
- 1934 : Op hoop van zegen d'Alex Benno
- 1935 : De big van het regiment de Max Nosseck
- 1935 : De kribbebijter d'Henry Koster et Ernst Winar
- 1935 : Op stap d'Ernst Winar
- 1936 : Rubber de Johann De Meester et Gerard Rutten

#### Films allemands
- 1938 : Der Hampelmann de Karl Heinz Martin (coproduction avec l'Autriche)
- 1938 : Le Tigre du Bengale (Der Tiger von Eschnapur) de Richard Eichberg
- 1938 : Le Tombeau hindou (Das Indische Grabmal) de Richard Eichberg
- 1938 : Sans laisser de traces (Verwehte Spuren) de Veit Harlan
- 1939 : Le Voyage à Tilsit (en) (Die Reise nacht Tilsit) de Veit Harlan
- 1952 : À l'abri du cloître (Hinter Klostermauern) d'Harald Reinl
- 1952 : Türme des Schweigens d'Hans Bertram
- 1952 : Le Rêve brisé (Der Träumende Mund) de Josef von Báky

#### Film autrichien
- 1938 : Adieu valse de Vienne ou Quand l'alouette chante (Immer wenn ich glücklich bin..!) de Carl Lamac

### Comme Philip Dorn

#### Films américains, sauf mention contraire
- 1940 : Enemy Agent (en) de Lew Landers
- 1940 : La Frontière des diamants (Diamond Frontier) d'Harold D. Schuster
- 1940 : Escape de Mervyn LeRoy
- 1940 : Sky Patrol de Lew Landers

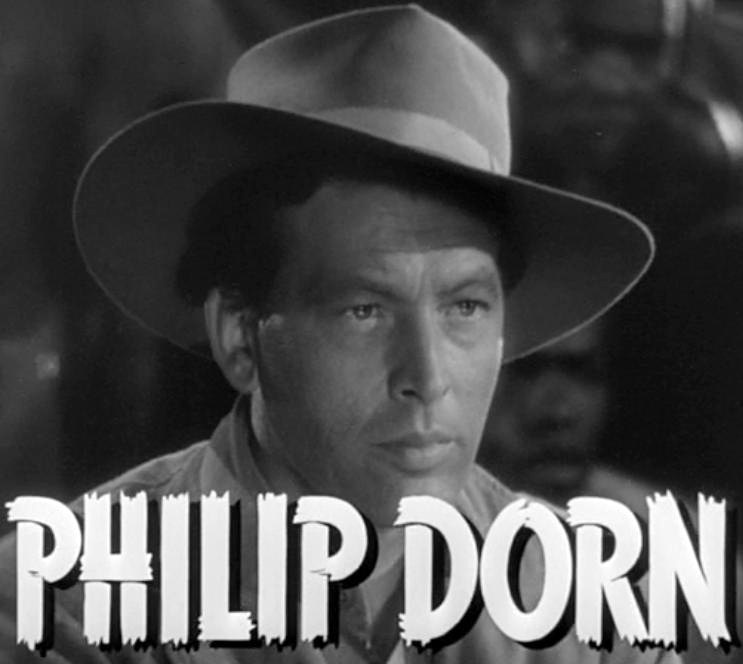
Dans Le Trésor de Tarzan (1941)

- 1941 : Le Trésor de Tarzan (Tarzan's Secret Treasure) de Richard Thorpe
- 1941 : La Danseuse des Folies Ziegfeld (Ziegfeld Girl) de Robert Z. Leonard
- 1941 : Underground de Vincent Sherman
- 1942 : Quelque part en France (Reunion in France) de Jules Dassin
- 1942 : On demande le docteur Gillespie (Calling Dr. Gillespie) de Harold S. Bucquet
- 1942 : Prisonniers du passé (Random Harvest) de Mervyn LeRoy
- 1943 : Chetniks de Louis King
- 1943 : Paris after Dark de Léonide Moguy
- 1944 : Passage pour Marseille (Passage to Marseille) de Michael Curtiz
- 1944 : Blonde Fever de Richard Whorf
- 1945 : Escape in the Desert de Edward E. Blatt
- 1946 : Je vous ai toujours aimé (I've always loved you) de Frank Borzage
- 1948 : Tendresse (I remember Mama) de George Stevens
- 1949 : Le Bagarreur du Kentucky (The Fighting Kentuckian) de George Waggner
- 1950 : Chasse aux espions ou Le Collier de la panthère (Spy Hunt) de George Sherman
- 1951 : L'Équipage fantôme (Sealed Cargo) de Alfred L. Werker
- 1953 : Salto mortale de Victor Tourjanski (film allemand)

## Théâtre (à Broadway)
- 1947 : The Big Two, pièce de Ladislau Bush-Fekete et Mary Helen Fay, mise en scène de Robert Montgomery, avec Felix Bressart, Eduard Franz, Claire Trevor